# Ocimum
Ocimum és un gènere de plantes amb flors dins la família de les lamiàcies.
Comprèn herbes anuals i perennes i arbusts originaris de zones càlides d'Àsia i Àfrica.
Ocimum basilicum (alfàbrega) és l'espècie d'aquest gènere de major ús i importància econòmica.
Ocimum tenuiflorum o el seu sinònim O. sanctum) és una herba sagrada a l'Índia.
Ocimum americanum (sinònim: O. canum) és, malgrat el nom, originari de l'Àfrica tropical.
L'híbrid entre O. americanum i O. basilicum s'anomena científicament: Ocimum × citriodorum i fa una aroma de llimona.